# Aurigny
Pour l’article ayant un titre homophone, voir Origny (homonymie).

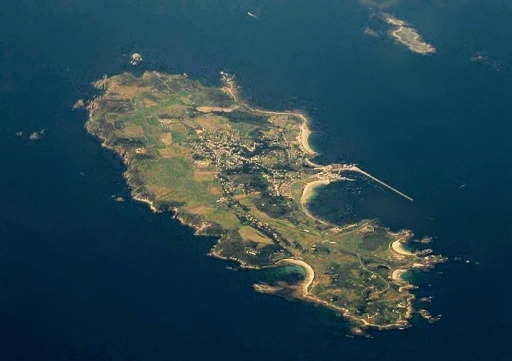
L'île d'Aurigny et l'îlot de Burhou au fond à droite.

Aurigny (en anglais : Alderney, en auregnais : Aoeur'gny) est une des îles Anglo-Normandes. Elle fait partie du bailliage de Guernesey. Elle mesure 5 kilomètres de long et 3 kilomètres de large, ce qui en fait, par son étendue, la troisième île de l'archipel.

## Géographie
Aurigny est l'île anglo-normande la plus proche à la fois des côtes françaises (à 15 kilomètres de La Hague sur la péninsule du Cotentin) et de la Grande-Bretagne (100 kilomètres).
Le territoire de l'île a une superficie de près de 8 km2.

### Géologie et relief
D’un point de vue géologique, les sols d’Aurigny sont majoritairement composés de granits de la période précambrienne.
Comme les autres îles Anglo-Normandes, Aurigny est entourée de falaises abruptes interrompues par de longues plages de sable et des dunes. Le point culminant de l’île se trouve sur le plateau central, à 90 mètres environ au-dessus du niveau de la mer. Elle présente deux côtes bien différentes, accessible au nord avec son port présentant une vaste rade, et bordées de falaises granitiques au sud.

### La côte et les plages
- Clonque (fortification/baie)
- Les Étacs, dont l'Etac de la Quoire au sud
- le port
- La Foulère (Telegraph Bay)
- Le Braye
- L'île de Burhou, en face du port d'Aurigny
- Le Longis et la baie du Câtel
- Les Corblets
- Havre des Corblets (Arch Bay)
- Baie de Saye
- Platte Saline

### Courants marins
Aurigny est encerclé de deux courants marins très violents : le Swinge (passage au Singe) entre Aurigny et Burhou et le raz Blanchard, entre l’île et la côte du Cotentin. Une longue digue brise-lames fut construite pour protéger les installations portuaires du port de Braye.
La présence de rochers tout autour de l’île rend la navigation périlleuse et a provoqué de nombreux naufrages. Les Rochers des Corbet (Corbet Rocks) représentent un danger de plus dans le passage du Singe.

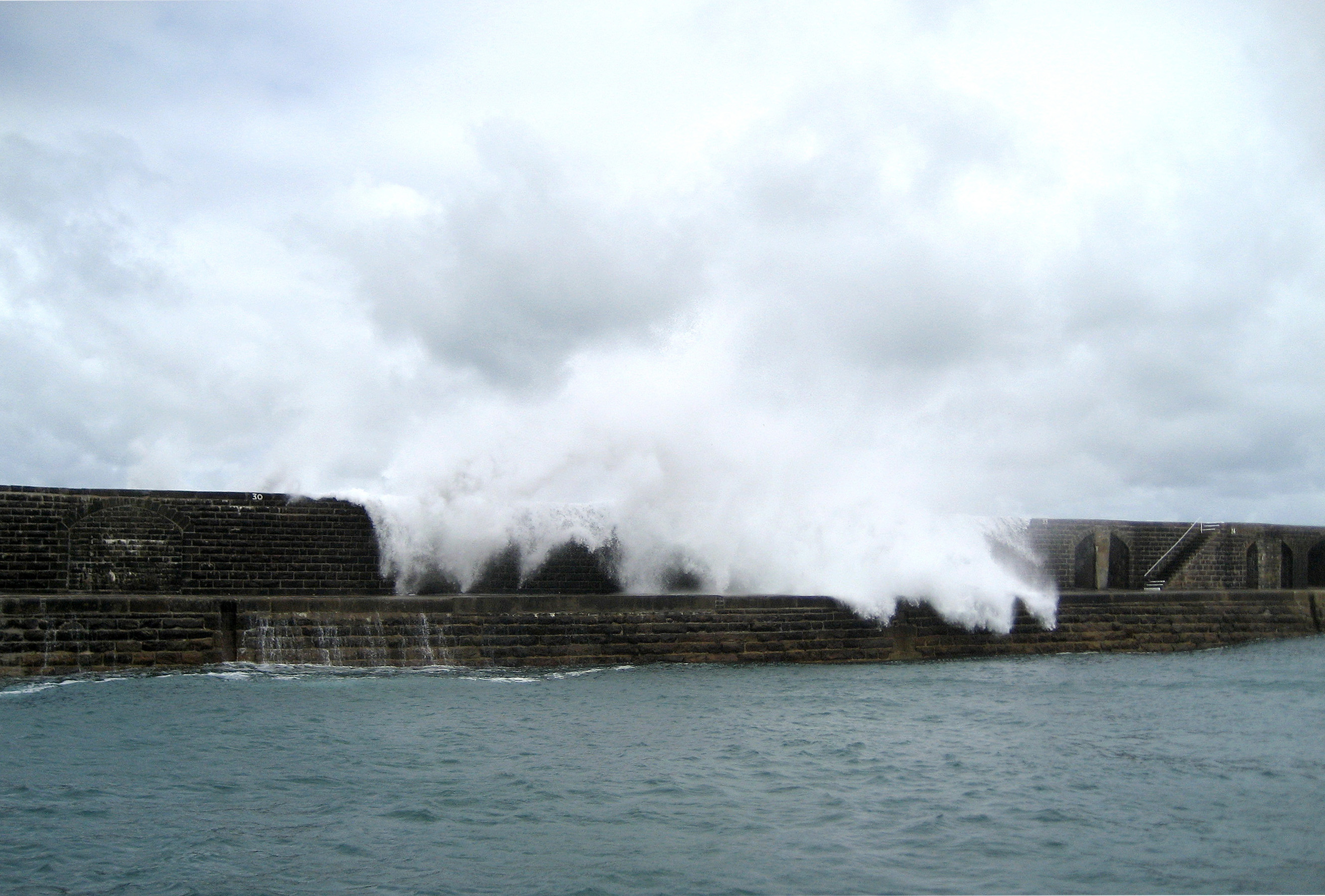
La digue brise-lame du port de Braye.
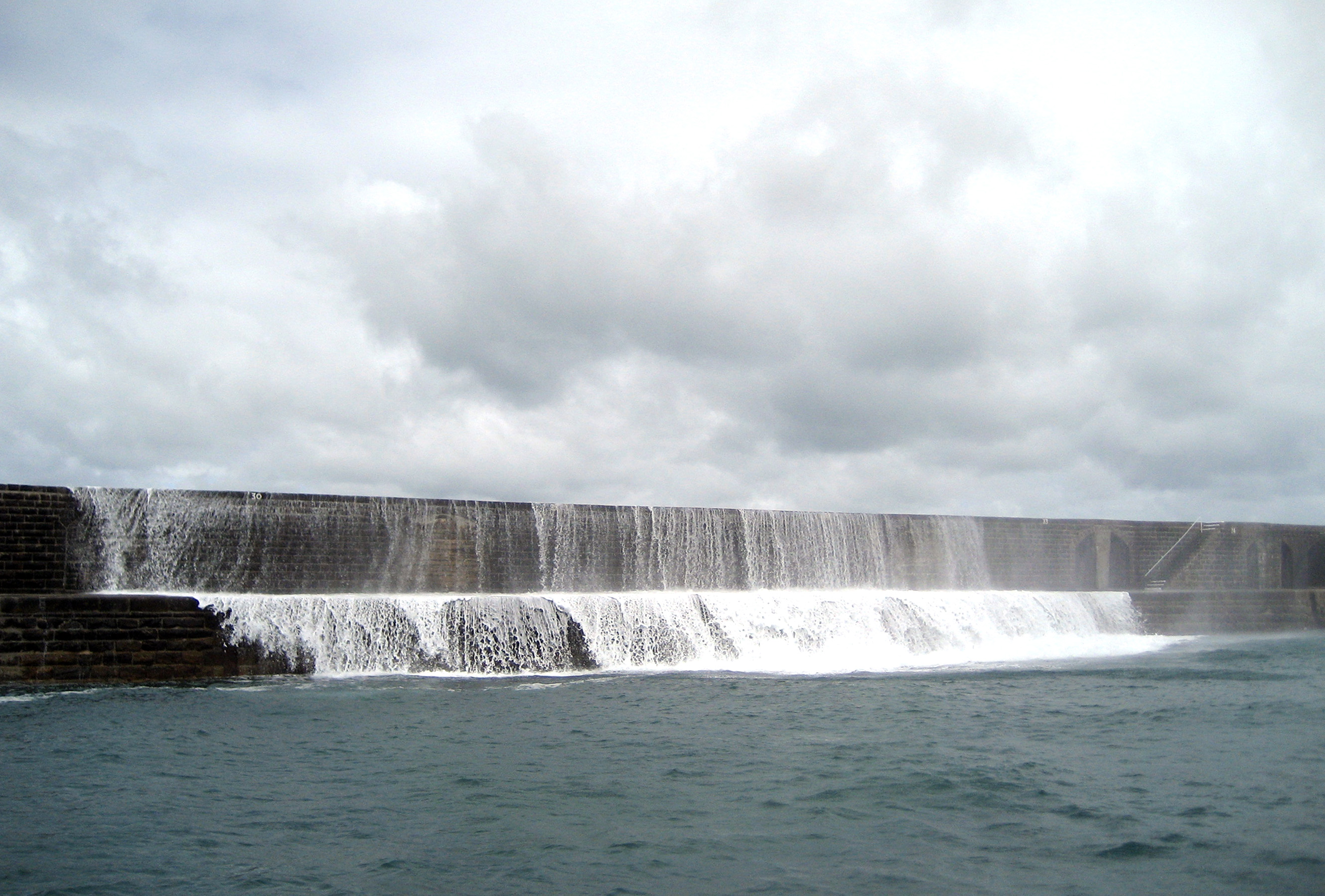
La digue durant une tempête au port de Braye.
Phare sur l'île d'Aurigny.

L'épave du SS Emily Everson peut être visitée à marée basse dans la baie de Clonque et le musée d'Aurigny regroupe les trouvailles faites sur les restes d'un navire élisabéthain datant du XVIe siècle.

### Climat
Le climat est tempéré, et les hivers y sont habituellement plus chauds que sur les autres îles Anglo-Normandes.

### Faune et flore
Aurigny est entourée de petits îlots abritant une faune et une flore très riche. Cependant, sur l’île, la présence d’arbres est plutôt rare. Beaucoup ont été coupés au XVIIe siècle afin d’alimenter les phares d’Aurigny et des Casquets. La grande majorité des arbres restant fut détruite pendant l'occupation allemande. Parmi les espèces encore présentes sur l’île, on trouve le cordyline australis. Un projet mené par Alderney Wildlife Trust vise à replanter des espèces locales telles que le chêne, le houx, le hêtre, le prunelier, etc.
Aurigny et les îlots environnants sont bien connus pour abriter une population de macareux notamment à Burhou et de fous de Bassan (aux Etacs et à Ortac).
La colonie de fous de Bassan compte près de 8 000 couples (5 765 couples sur Les Etacs et 2 120 couples sur Ortac d'après le comptage de 2011). La colonie s'est installée dans les années 1940 et ne cesse de s'accroître depuis. Après avoir passé les mois d'hiver au large, ces oiseaux reviennent former la colonie dès la fin janvier/début février. Les derniers juvéniles prennent leur envol début octobre.
Burhou compte sept espèces d'oiseaux marins nicheurs, le grand Cormoran, le cormoran huppé (37 couples en 2014), le goéland brun (1 392 couples en 2014), le goéland argenté (32 couples en 2014), le goéland marin (6 couples en 2014), l'océanite tempête (population estimée à 2 800 individus en 2014) et le macareux moine (176 nids occupés en 2012, 168 en 2013 et 143 en 2014).
Parmi les autres espèces remarquables nichant sur Aurigny, on trouve la sterne pierregarin, le grand-gravelot, le râle d'eau, le fulmar boréal, le faucon pèlerin, le grand Corbeau et la fauvette pitchou.
Outre un site ornithologique exceptionnel, l’île est connue pour ses hérissons blonds. Il ne s'agit non pas de hérissons albinos mais de la forme leucique du Hérisson Européen. Qu'ils soient bruns ou blonds, les hérissons d'Aurigny ne transportent pas de parasites. Leur présence est attestée sur Aurigny depuis les années 1960, quand un couple y a été introduit. En 2008, on estimait que le hérisson blond représentait un quart de la population de hérissons de l’île. Des sorties naturalistes pour l’observation des hérissons sont organisées par l’association pour la protection de la nature, Alderney Wildlife Trust.
Le phoque gris est présent autour d'Aurigny. Il est fréquemment observé au nord de l'île. Renonquet est un îlot qui sert de reposoir à l'espèce. Plusieurs autres espèces de mammifères marins (grand dauphin et Dauphin commun) sont occasionnellement observées au large d'Aurigny.
Un seul reptile est présent sur l'île d'Aurigny, il s'agit de l'orvet fragile. Plutôt rare et difficile à observer, Alderney Wildlife Trust porte une attention particulière à cette espèce en 2015 et recense toutes les observations afin de mieux connaître les sites où elle est présente.
Autrefois, l’île avait sa propre race bovine. La race s’est éteinte en 1944 du fait de l’occupation allemande. Des spécimens hybrides existent toujours, mais uniquement aux États-Unis et au Royaume-Uni. De nos jours, l’importation de vaches et de taureaux étant interdite sur les îles Anglo-Normandes, on trouve surtout des vaches originaires de Jersey, la jersiaise, et de Guernesey, la guernesiaise.
Depuis août 2005, la côte ouest d’Aurigny ainsi que les îles environnantes, comme Burhou et Ortac, ont été reconnues Zones Humides d'importance internationale (cf. Liste des zones humides d'importance internationale de la convention de Ramsar) par la convention de Ramsar.
L’association Alderney Wildlife Trust, pour la protection et la mise en valeur des richesses naturelles de l’île, gère le site Ramsar et les deux réserves naturelles : Longis et Vau du Saou.

## Langue
La langue aurignaise, langue normande, a disparu à l’époque victorienne (deuxième moitié du XIXe siècle) avec l’arrivée de nombreux Britanniques venus construire les fortifications puis au XXe siècle avec l’évacuation de la population vers le Royaume-Uni lors de la Seconde Guerre mondiale. On en retrouve des traces dans la toponymie : le nom des rues et des lieux sont français, certains noms de famille aussi. Un petit groupe tente de faire revivre le patois d'Aurigny.

## Toponymie
Dans l'Antiquité, l'île apparaît dans l'Itinéraire d'Antonin, au IVe siècle, sous le nom de Sarmia.
Le nom de l'île est attesté pour la première fois sous la forme Alneroi en 1022 - 1026 avec les autres îles de la Manche, Arenon (acc.) vers 1040, Aurrene (acc.) vers 1040, Aurenoy en 1056, Aurenoio (abl.) en 1063-1066, Auremen milieu du XIIe siècle (Roman de Rou). Alderney en anglais.
-oi est une variante plus récente de -ei que l'on rencontre davantage dans les textes picards et de l'est de la France, mais parfois aussi en Normandie. Cette terminaison -ei reflète en général l'évolution d'oïl du suffixe collectif gallo-roman -ETU servant par exemple à dériver des noms d'arbres pour signifier un ensemble appartenant à la même espèce, cf. ancien français Chesnay « chênaie », Saussay « saulaie », etc. Cependant, la forme en -oi dans ce cas est liée à un phénomène d'analogie, -ei représentant ici le vieux norrois ey « île » qui constitue également le second élément du nom des autres îles de la Manche comme Jersey, Guernesey et Chausey. L'évolution -ei (> -ey) / -i (> -y) est constatée pour Chausey également Chausie en 1322 et se rencontre également dans les toponymes issus des collectifs d'arbres : Fay ou Fy « Hêtraie ».
L'étude du premier élément Alner- est plus complexe. René Lepelley découpe l'anglais Alder- en deux éléments issus du vieux norrois alda « vague » + renna « courant » ajoutés au vieux norrois -ey, d'où le sens global d’« île aux courants agités ». Il se base sur un constat d'ordre géographique : Aurigny se situe en effet dans le courant du Raz Blanchard.
Cette solution, outre ce découpage insolite en trois éléments, ne tient pas compte des formes anciennes qui montrent que la forme initiale est Alner- et non pas *Aldern- (ni *Alderen- d'ailleurs). En français, on constate une métathèse de [r] : Alner- > *Alren- qui explique la forme moderne *Aurign-. Cet élément n'est pas identifiable. La forme anglaise Aldern- résulte de la même métathèse avec l'adjonction d'une consonne d'appui [d], comme dans le vieil anglais alor, aler « aulne » > alder (tree) « aulne ». Louis Guinet propose l'évolution phonétique suivante : *Aedhelraemnoi > *Alrannoi > *Alranoi > *Auranoi > Aurenoi. Aurigny procède dans son premier élément de l’anglo-saxon Aedhelraem (comprendre Æðelræm), le second élément étant le vieux normand -oi « île ». Cependant, son hypothèse est incompatible avec la forme la plus ancienne dont il n'avait sans doute pas connaissance ou qu'il ne prend pas en compte. En effet l'anglo-saxon Aedhelraem ne s'accorde avec la forme Alneroi que si l'on considère a priori la forme primitive comme résultant d'une métathèse fautive pour *Alrenoi.

### Microtoponymie
L'île de Burhou, Bureho vers 1450, tirerait son nom de byrr (vent favorable) et holm (îlot).
La baie de Craby, krappr (étroit) et vik (baie), et Longy avec l'adectif langr (long), un Langvik.

## Histoire
À la fin de la dernière glaciation, l'île est encore rattachée au continent et on y décèle des traces d'occupation du Néolithique, de l'âge du bronze et de l'âge du fer.
Les Romains s'en servent de plate-forme d'échange commerciaux afin d'éviter la piraterie, puis viendront les Vikings qui en feront une base arrière de la Hague, où ils vont se retrancher.

### Moyen Âge
Notre connaissance de l'histoire d'Aurigny jusqu'au XIe siècle est très lacunaire. Elle suivit probablement les grands mouvements qui ont affecté le nord-ouest européen de l'Antiquité tardive et du haut Moyen Âge. À savoir : à la fin du Ve siècle conquête par les peuples germaniques ; à partir du IXe siècle raids scandinaves ; en 867 rattachement temporaire au royaume de Bretagne à la suite du traité de Compiègne.
En 933, l'île d'Aurigny, avec les autres îles Anglo-Normandes, le Cotentin et l'Avranchin, est incorporée au duché de Normandie, à la suite de la concession faite à Guillaume Longue-Épée, fils de Rollon, par le roi Raoul de Bourgogne au détriment du duché de Bretagne. Aurigny dépend alors de l'évêché de Coutances.
Entre 1035 et 1038, dans une charte, le duc Guillaume de Normandie concède Aurigny avec l'ile de Sercq à l'abbaye du Mont-Saint-Michel, en échange de la moitié de Guernesey. Une seconde charte rédigée entre 1055 et 1066, dispose que l'église de l'île que l'on nomme Aurigny, avec sa dîme est remise au diocèse de Coutances, comme Jersey, Guernesey et Sercq. En 1057, l'évêque de Coutances reprend le contrôle de l'île qu'il avait abandonné au moment des raids vikings.
À la suite de l'installation, entre 1063 et 1066, par le duc de Normandie Guillaume le Bâtard de trois chanoines à Cherbourg pour le service religieux de la chapelle du château ducal, et leur avoir constitué des prébendes, un Guillaume de Vauville offre à l'un des chanoines de prélever sur son domaine, l'église d'Aurigny avec toutes ces dîmes et y ajoute trois bouvées de terre du même lieu.
Jusqu'en 1204, et le rattachement de la Normandie au domaine royal français par Philippe Auguste, Aurigny suit la destinée du duché de Normandie. Après cette date, certains seigneurs refusent la domination capétienne et conservent leur allégeance au roi d'Angleterre Jean sans Terre obtenant en contrepartie le maintien de leurs traditions propres. Aurigny, comme les autres îles de la Manche, restera possession des rois d'Angleterre, dont la souveraineté sur l'île s'exercera en tant que duc de Normandie. Le 10 juillet 1341, Édouard III, octroie une charte à « ses aimés et loyaux sujets des îles de Jersey, Guernesey, Sercq et Aurigny », et leur reconnaît « tous les privilèges immunités, exemptions et coutumes […] pour leurs personnes, propriétés, monnaies et toutes autres choses, en vertu des concessions de nos prédécesseurs, rois d'Angleterre ».
Aurigny, convoité par les Français, sera attaqué de nombreuses fois, comme au début de la guerre de Cent Ans, en 1338, par l'amiral Nicolas Béhuchet.

### Période moderne
Sainte Marie jusqu'alors patronne de la paroisse est remplacé, à la suite de la rupture du roi Henri VIII d'Angleterre à partir de 1541, avec la papauté, par sainte Anne. Le roi entreprend des travaux de fortification, mais ceux-ci cessent en 1554. En juin 1558, le corsaire Malesart attaque l'île au départ d'Omonville-la-Rogue. Dans son journal, Gilles Picot, sire de Gouberville raconte qu'à Cherbourg « on vendit au plus-offrant, au Galé, portion des bestes prinses en l'isle d'Origny ». C'est au XVIe siècle qu'est fondé Fort Essex, anciennement « Les Murs de Haut » juste au-dessus de l'antique fort romain The Nunnery.
En 1591, le comte d'Essex achète le poste de gouverneur d'Aurigny, mais avant son exécution pour trahison, le comte louait l'île d'Aurigny à Guillaume Chamberlain, et Aurigny reste dans les mains de la famille Chamberlain jusqu'en 1643. Cependant, dès 1612, un juge est nommé pour aider l'administration du gouverneur d'Aurigny, aidé par des Jurés-justiciers. La fonction du juge est alors semblable à celle des baillis de Guernesey et des baillis de Jersey, et perdure jusqu'en 1949.
La puissante famille Carteret de Jersey obtient la charge de gouverneur d'Aurigny ; plus tard, le titre de gouverneur passe à la famille Le Mesurier qui en hérite, établissant ainsi une ligne héréditaire de gouverneurs qui dure jusqu'en 1825. Henry Le Mesurier fait aménager le port de Longis à Braye, avec l'édification d'une jetée en 1736 et la construction d'entrepôts et de logements au Braye. L'exportation de bovins génère de la richesse pour l'économie locale. Le palais de justice est construit en 1770 et la première école en 1790.
Le 7 janvier 1700, le météore Ignès se serait perdu en mer près de l'île d'Aurigny une heure après le lever du jour, soit le 28 décembre 1699 a.s. suivant le calendrier alors en usage en Angleterre, vers 9 heures. Le phénomène est aperçu à Cherbourg et Valognes. Sa chute fit grand bruit et trembler les maisons de Saint-Germain-des-Vaux, d'Auderville et dans la Hague.

### Époque contemporaine
Jean Le Mesurier (1781-1843) est le dernier gouverneur héréditaire de l'île d'Aurigny et cousin de Thomas Le Mesurier (1756-14 juillet 1822) avocat et prêtre de l'église anglicane et fils d'un autre Jean Le Mesurier.
Au milieu du XIXe siècle, les Anglais couvrent la côte nord de l'île d'une importante quantité de casernements en réaction à l'aménagement du port militaire de Cherbourg par les Français.

#### La Seconde Guerre mondiale

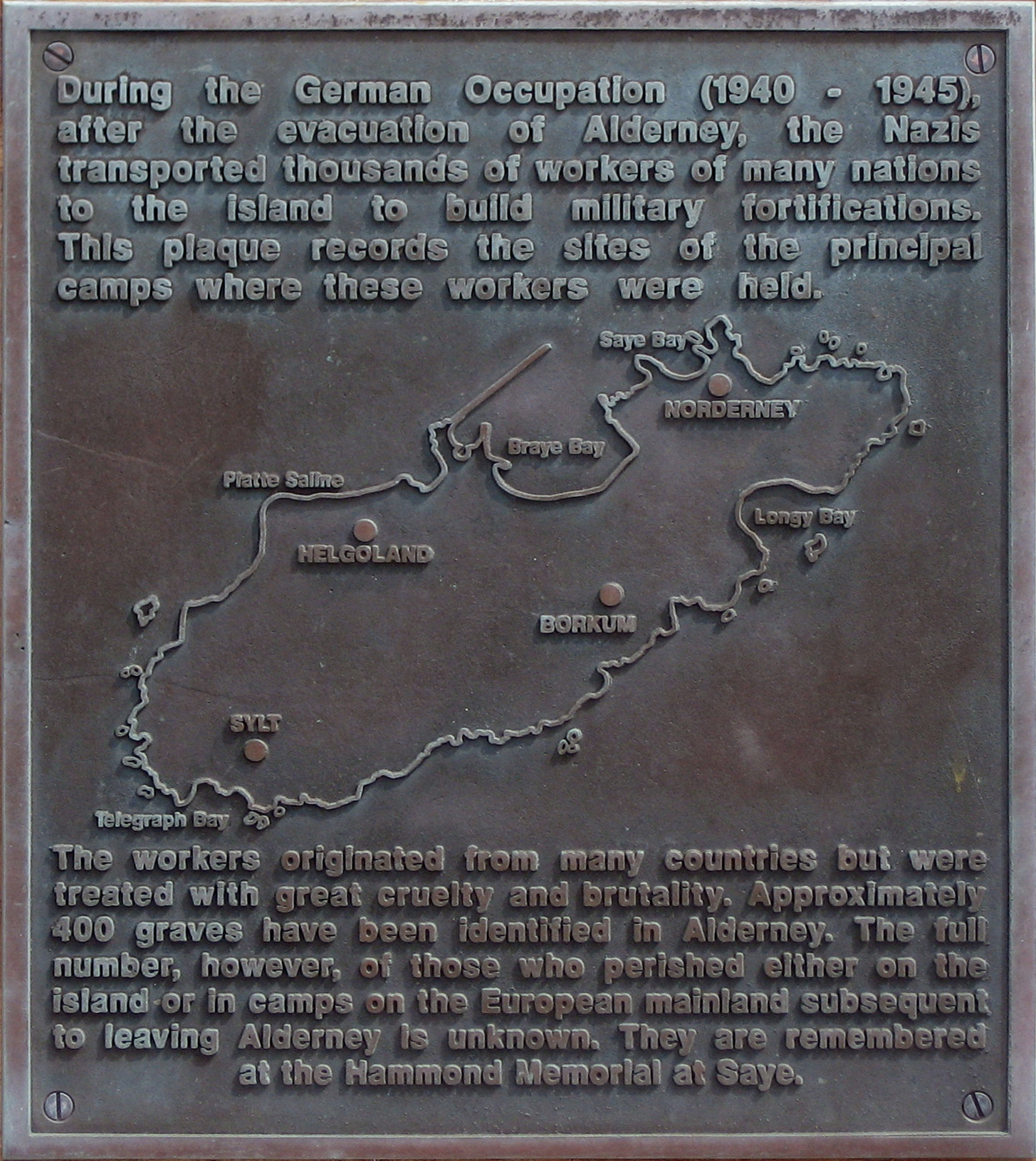
Plaque du souvenir des camps de concentration, dans lesquels ont vécu les prisonniers qui ont construit les fortifications allemandes du mur de l'Atlantique à Aurigny.

À partir de juin 1940, toute la population d'Aurigny (environ 1 500 habitants) est évacuée de l'île. Des bateaux d'évacuation officiels sont envoyés par le gouvernement de Grande-Bretagne, même si certains habitants décident cependant de s'échapper par leurs propres moyens, par exemple via Guernesey. Mais les Allemands arrivent rapidement dans le secteur et occupent les îles ; beaucoup d'Aurignais sont alors incapables de partir et doivent rester sur Guernesey jusqu'à la Libération. Pendant la Seconde Guerre mondiale, les îles Anglo-Normandes que Churchill a démilitarisées sont les seuls territoires dépendant de la couronne britannique occupés par le Troisième Reich.
Lorsque les Allemands arrivent sur l'île, celle-ci est déserte. Dès les premiers jours, ils commencent à fortifier le littoral comme sur le mur de l'Atlantique. Les Allemands construisent aussi quatre camps de concentration nazis dépendant du camp de concentration de Neuengamme et placés sous le contrôle du SS-Hauptsturmführer Maximilian List (camps de Sylt, Norderney, Helgoland et Borkum). Ce dernier arrive sur l'île (appelée « l'île Adolf », nom de code choisi par Hitler en personne) le 23 février 1943 pour diriger le premier camp surnommé le Lager Sylt, situé au sud de l'île, surplombant la baie des télégraphes. Ce camp interne des travailleurs étrangers de l'Organisation Todt qui œuvrent sur les fortifications des îles. Juste en face, List fait construire son chalet personnel dans le goût du Nid d'Aigle d'Adolf Hitler.
Plus tard, List dirigera aussi un autre des quatre camps de concentration sur Aurigny, le Lager Norderney situé au nord de l'île. List quitte Aurigny en mars 1944, remplacé par l'Obersturmführer Georg Braun.
Une partie des détenus sont juifs, majoritairement « conjoints d'aryennes » désignés comme les « demi-juifs de Drancy ». Plus de 700 des 6 000 prisonniers perdent la vie avant que les camps ne soient fermés et les résidents restant transférés en Allemagne en 1944. De retour sur leur île, les Aurignais n'ont aucune connaissance réelle des camps. Ils n'apprendront leur existence qu'en décembre 1945.
D'autres détenus sont des « Espagnols Rouges » (Rote Spanier), réfugiés politiques de la guerre d'Espagne, internés dans des camps du littoral languedocien et livrés par les autorités de Vichy aux nazis après l'occupation de la zone sud de la France, ainsi que des officiers soviétiques « politiques »  capturés et voués à la mort en raison de l'ordre d'Hitler concernant les commissaires politiques et les troupes de commandos.
Les Allemands d'Aurigny se rendent le 16 mai 1945, huit jours après la capitulation de l'Allemagne nazie et le suicide d'Adolf Hitler, soit sept jours après la libération de Guernesey et de Jersey. 2 332 prisonniers de guerre allemands sont capturés à Aurigny le 20 mai 1945, les autres, au nombre de 500, serviront les Américains pour les seconder dans les opérations militaires.
Procès des crimes de guerre
Après la guerre, une enquête est menée contre List, citant les atrocités commises lors de son passage sur Aurigny, avec un jugement en tribunal. Toutefois, List ne se rend pas à ce procès et ne sera jamais officiellement retrouvé. Des renseignements indiquent qu'il aurait vécu près de Hambourg où il serait mort dans les années 1980.
Deux anciens SS du camp de concentration de Norderney sur l'île d'Aurigny, Adam Adler et Heinrich Evers, ont été jugés en France en 1949 pour leurs crimes. Les peines, jugées insuffisantes par l'Association des anciens déportés d’Aurigny, ont suscité des critiques . Un rapport militaire britannique rédigé par Pantcheff en 1945 dénombrait huit victimes françaises parmi les déportés des camps d’Aurigny.
En mai 2024, une commission d'enquête présidée par Lord Pickles a publié ses conclusions, estimant qu’environ 1000 personnes auraient péri dans les camps d’Aurigny, le seul camp de concentration nazi établi sur les îles britanniques . Le rapport visait également à disculper les gouvernements britanniques de toute dissimulation de crimes de masse sur l’île, bien qu'il insiste sur les conditions atroces de détention, incluant torture, famine, conditions de travail dangereuses et exécutions sommaires . Les prisonniers furent contraints de construire de nombreux ouvrages en béton encore visibles sur l'île d'Aurigny.
Autre problème du passé
- Séquelle de guerre : après la Première Guerre mondiale, des munitions non explosées ont été immergées au large des côtes anglo-normandes dans la fosse des Casquets (profonde de 100 à 160 métres) probablement sous l'égide des armées anglaises et françaises[28] ; le chiffre de 17 000 tonnes est parfois évoqué. Selon le Centre de documentation de recherche et d'expérimentations sur les pollutions accidentelles des eaux (CEDRE), concernant les zones d'immersion de munitions, « pour la France, les deux principales zones connues sont la fosse des Casquets, en Manche et une zone au large de Sein, où 12 navires et 70 tonnes de munitions chimiques ont été immergés avant 1980 »[29]. La Convention internationale OSPAR[30],[31],[32], pour la protection de l'Atlantique du Nord-Est a engagé un inventaire des connaissances sur les munitions immergées, mais peu d'informations semblent publiquement disponibles sur les tonnages et la nature précise des munitions pour chaque site en France. Selon le CEDRE, deux risques sont à prendre en compte : « le risque d'explosion et le risque de libération d'un produit toxique ».
- Risque de pollution radioactive : 28 500 fûts de matières légèrement radioactives ont été immergés au même endroit, dans les années 1950/1960 (de 1950 à 1963) par les autorités britanniques et belges[33], faisant craindre des risques de fuites[34](Ils représenteraient une radioactivité d'environ 58 000 gigabecquerels [équivalent des déchets d'une journée de production d'un réacteur nucléaire français récent de 1 000 mégawatts], selon l'Inventaire des déchets radioactifs dans l'environnement marin de l'Agence internationale de l'énergie atomique ou AIEA). En 1993, les parties contractantes à la Convention de Londres (1972) le traité de l'ONU réglementant l'immersion des déchets en mer a interdit l'immersion de tous déchets nucléaires à partir de navires, d'aéronefs, de plates-formes ou d'une quelconque construction humaine située en mer, évitant d'interdire l'évacuation de déchets radioactifs liquides par conduites immergées à partir d'installations situées à terre). Le 28 octobre 1995, Corinne Lepage, ministre française de l'Environnement a demandé au Royaume-Uni l'inventaire précis des produits immergés[35],[36].

## Politique et administration

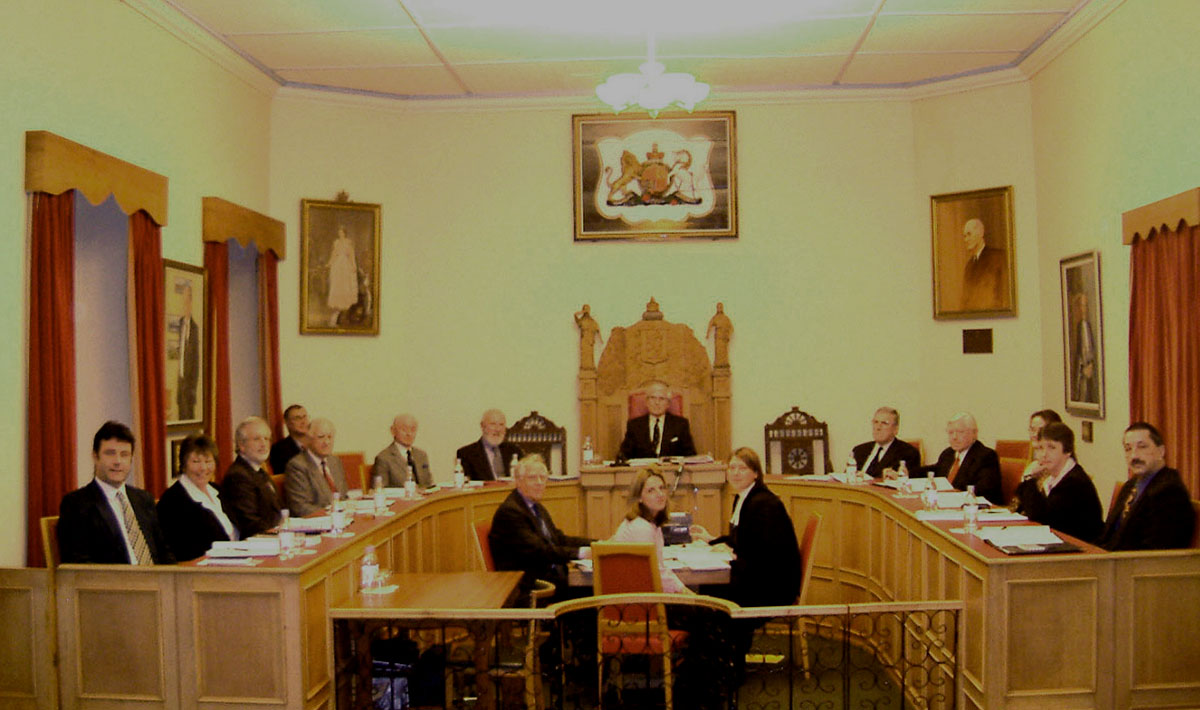
Session du parlement des États d'Aurigny.

### Administration
Les États d'Aurigny, parlement autonome de l'île, sont composés d'un président des États d'Aurigny et dix membres élus. Aurigny envoie deux délégués aux États de Guernesey lors des débats.

### Jumelages
L'île est jumelée avec la commune déléguée française de Beaumont-Hague, sur la pointe de la Hague. C'est le seul cas mondial de jumelage entre deux communes qui sont en vue directe l'une de l'autre.

## Équipements et services publics
Aurigny possède un aéroport (code AITA : ACI), qui dessert régulièrement Guernesey et Southampton. Elle est accessible par la mer avec le port de Braye, situé sur la côte occidentale de l'île.

### Énergie
Cette île sera la première à être entièrement alimentée en électricité renouvelable par des hydroliennes qui seront installées dans le Raz Blanchard selon une annonce faite en septembre 2019.

## Population et société

### Démographie
En 2013, la population de l'île s'élève à 1 903 habitants (les Aurignais ou Riduniens ). La seule paroisse d'Aurigny est la paroisse de Sainte-Anne. Traditionnellement, les habitants sont surnommés « les Lapins » à cause des nombreuses garennes.

### Manifestations culturelles et festivités

#### Alderney Week
Les festivités d’Alderney Week débutent tous les ans le samedi avant le premier lundi du mois d’août, celui-ci étant férié sur l’île. À cette occasion, un grand nombre d’événements est organisé autour d’un thème choisi par les organisateurs, par exemple, l’île aux trésor en 2014.
Le premier samedi
Une parade ouvre les festivités. La journée est consacrée aux activités sportives pour les enfants. Dans la soirée, des événements ont lieu sous les chapiteaux dressés pour l’occasion sur le Green, le terrain de cricket (par exemple l’élection de Mister Aurigny) et se poursuit par une fête dans une carrière désaffectée (Quarry Party) .
Le premier dimanche
Victoria Street, la rue principale, accueille un grand marché avec de nombreux stands en tous genres : nourriture thaï, marchands de glace, Alderney Wildlife Trust, des stands de bric-à-brac, de produits tricotés main, des stands de cupcakes faits-maison et autres produits artisanaux, et est animée par différentes formations de musique et danse (le groupe de joueurs de ukulélé, Alderney Island Band, KFA, etc.).
Lundi / Cavalcade Day
Les résidents et les associations construisent un char selon le thème du festival, puis ils défilent dans les rues jusqu’au terrain de cricket. Là, un jury récompense le plus beau char pendant que d’autres activités prennent place (jeux, stands, restauration, courses de cochons). La journée se termine par un concert.
Mardi
Concerts, pièces de théâtre en plein air, activités sportives.
Mercredi
Course en radeau (cependant, le jour peut varier en fonction de la marée). Les participants doivent naviguer entre deux bouées sur des radeaux farfelus qu’ils ont préalablement construits, tout en évitant les bombes remplies d’eau ou de farine, jetées du bateau de sauvetage par les organisateurs. Bien que la course soit amicale, des tentatives de sabotage sont parfois recensées (par exemple gêner les adversaires lors du départ, ou encore percer le radeau du vainqueur de l’année précédente la veille, etc.).
Jeudi
Pour beaucoup, l’attraction principale de ce jour est le concours du plus long vol à l'aide de constructions faites-maison, dans le port. Il y a également une course aux canards ainsi qu’une soirée Battle Of The Bands à laquelle prennent part des groupes locaux mais pas seulement. Les concerts rassemblent un public de tous âges, venu danser ou simplement écouter, assis autour d’un feu de camp.
Vendredi
Un concours de château de sable est organisé. Les participants sont divisés en classes d’âge (0-5 ans, 5-7 ans, 7-10 ans, 10-13 ans et les adultes) avec des limites de temps spécifiques selon les groupes. La soirée est consacrée à un show pour les moins de 16 ans Alderney’s got Talent.
Samedi
La semaine se termine par un défilé aux flambeaux. La parade traverse le centre-ville en direction du terrain de cricket où est allumé un grand feu de joie. Après un feu d’artifice, un concert est donné sous les chapiteaux. La fête se poursuit dans une carrière abandonnée, Quarry Party, à partir de minuit pour se terminer à 8 h le lendemain matin. Il n’est pas rare que la soirée s’étende jusqu’à 10 h au son de la radio.

#### Alderney Annual Motor Sprint and Hill climb
Depuis plus d’une vingtaine d’années, le Guernesey Kart and Motor Club organise une course de voitures et motos sur Aurigny. Le championnat a lieu tous les ans à la mi-septembre. Les sports moteurs sont particulièrement populaires parmi les habitants de Guernesey qui sont nombreux à faire le déplacement pour cette occasion. Toutefois, la compétition est ouverte à tout conducteur en possession d'une licence. Le championnat se déroule sur deux jours. Les véhicules sont transportés sur l’île par bateau quelques jours auparavant.

#### Miss Aurigny
L’élection de Miss Aurigny a lieu tous les ans pendant le week-end de Pâques au Island Hall. Miss Alderney est élue en 2015 par un jury composé de vacanciers ou de personnes non-résidentes.

### Sport
Le golf, la pêche ou encore les sports d’eau sont populaires sur Aurigny. De nombreux clubs et associations proposent la pratique de ces sports et activités de loisirs (cf. Liste des clubs et associations).
Aurigny participe aux tournois des Iles Anglo-Normandes (Island Games).
Chaque année, depuis 1905, l'équipe de football d'Aurigny, sélection non-affiliée à la FIFA, participe aux tournois de foot de la coupe du Vase Muratti au cours desquels elle rencontre les équipes de Jersey et de Guernesey, ainsi qu'à d'autres compétitions internationales (Jeux des îles, ).
Tous les ans en septembre, le tournoi aérien d’Aurigny (Alderney Air Races) attire de nombreux participants pour cette étape décisive avant le Tournoi Européen (the European Air Racing championship), organisé par le Royal Aero Club. L’épreuve comporte des circuits à grande vitesse au-dessus du terrain d’aviation, du phare et de l’îlot des Casquets (amas rocheux situé 13 kilomètres au nord-ouest d’Aurigny).

### Pubs et restaurants
En raison du tourisme mais aussi de la culture locale, l’île possède de nombreux pubs et  restaurants. La vie nocturne y est vivante et dynamique, surtout durant l’été avec, par exemple, l’organisation informelle de soirées dans les bunkers abandonnés (les « Bunkers Parties »), ou encore avec les événements organisés lors d’Alderney Week, le festival de l’île. Il est également possible de déguster un traditionnel « English Cream Tea » : un gâteau aux carottes ou des scones accompagnés d'une tasse de thé noir avec un nuage de lait, dans le jardin cosy d’une guest house ou dans un café.
Aurigny est une des dernières îles Anglo-Normandes à avoir adopté l’interdiction de fumer dans les lieux publics (pubs, restaurants, magasins, etc.). En effet, l’État d’Aurigny a voté cette loi, fortement soutenue par son Président, le 13 janvier 2010 et elle fut mise en vigueur à 4 heures le matin du 1er juin 2010.

## Économie
Depuis quelques années, Aurigny tire des profits substantiels en accueillant des sites internet de jeu en ligne (casino virtuel, etc.), activité qui est encore rarement autorisée dans la majorité des pays.
En tant qu'île calme et reculée, Aurigny a attiré quelques résidents connus, parmi eux les auteurs Terence Hanbury White et Elizabeth Beresford, le commentateur de cricket John Arlott, le joueur de cricket Ian Botham et l'actrice Julie Andrews (Mary Poppins).

## Culture locale et patrimoine

### Lieux et monuments
- Les Murs de Bas ou The Nunnery (le Couvent - de femmes) ; vestiges d'un ancien fort romain datant de l'antiquité. Le fort est situé sur la côte sud de l'île, dans l'anse de Longis Beach, et semble défendre la passe qui la sépare de la pointe de la Hague.

Remanié à plusieurs reprises, on peut encore voir à certains endroits les parements en petit appareil irréguliers à arases de briques rouges, comme on peut encore en voir dans les restes préservés de l'enceinte urbaine d’Évreux ou dans l'amphithéâtre de Lillebonne.
Le fort se présente sous la forme d'une enceinte de forme carrée, aux angles arrondis flanqués chacun de bastion. L'entrée du fort est gardée par une porte fortifiée et un chemin de ronde en haut des remparts à créneaux. D'une surface inférieure à 1 500 m2, le fort, d'après les fouilles de 2009, enserrait une tour centrale dont les murs, aujourd'hui arasés, mesuraient 2,80 m d'épaisseur, et qui servait à priori de poste d'observation, d'alerte ou de défense, en protection du mouillage de Longis Bay. Il est probable que ce fortin entrait dans le système de défense nommé par les Romains Litus Saxonicum, le Rivage Saxon, dressé au IVe siècle afin de contrer les tentatives de raids germaniques par la mer.
- Fort Essex ou Les Murs de Haut du XVIe siècle.
- Fort Tourgis de l'époque victorienne, réoccupé durant l'occupation allemande, il est à l'abandon et ruiné.
- Fort Houmet Herbé ; inaccessible à marée haute, à l'abandon et ruiné.
- Fort Quesnard, à la pointe est de l'île, réhabilité et habité.
- Fort Clonque, à la pointe ouest, desservi par une chaussée submersible, praticable à marée basse, réhabilité et habité.
- Clock Tower et ruines de l'ancienne église Sainte-Marie.
- Église Sainte-Anne et autour le vieux cimetière. Elle fut commanditée par le révérend Jean Le Mesurier, fils du dernier gouverneur héréditaire de l'île. Les Le Mesurier exercèrent cette fonction jusqu'à son abolition en 1825.

L'église, de style néogothique, en granit et pierre de Caen fut bâtie par l'architecte anglais Georges Scott, et fut consacrée en 1850.
- Clocher de l'ancienne église reconstruite en 1767 à la jonction des deux quartiers d'origine, Saint martin et le Bourgage, et à proximité le vieux cimetière.
- Island Hall, ancienne résidence du gouverneur. Le bâtiment en granit fut agrandi en 1763 par la famille Le Mesurier. Il est situé au bord nord de la Place du Marais, cœur de la cité, qui depuis la visite du duc de Connaught, troisième fils de la reine Victoria en 1905, est nommée Connaught Square.
- Mouriaux House, maison construite par la famille Le Mesurier en 1779, qui est devenue par la suite la résidence privée du gouverneur.
- Court House, le parlement et palais de justice édifié en 1850. La salle des séances des États d'Aurigny se trouve au premier étage. Elle a été restaurée en 1955.
- Le musée local, l'Alderney Society Museum qui occupe les locaux de l'ancienne école, et où la société historique locale a son siège.
- Maisons anciennes le long de la rue Saint Martin, la rue la plus ancienne.

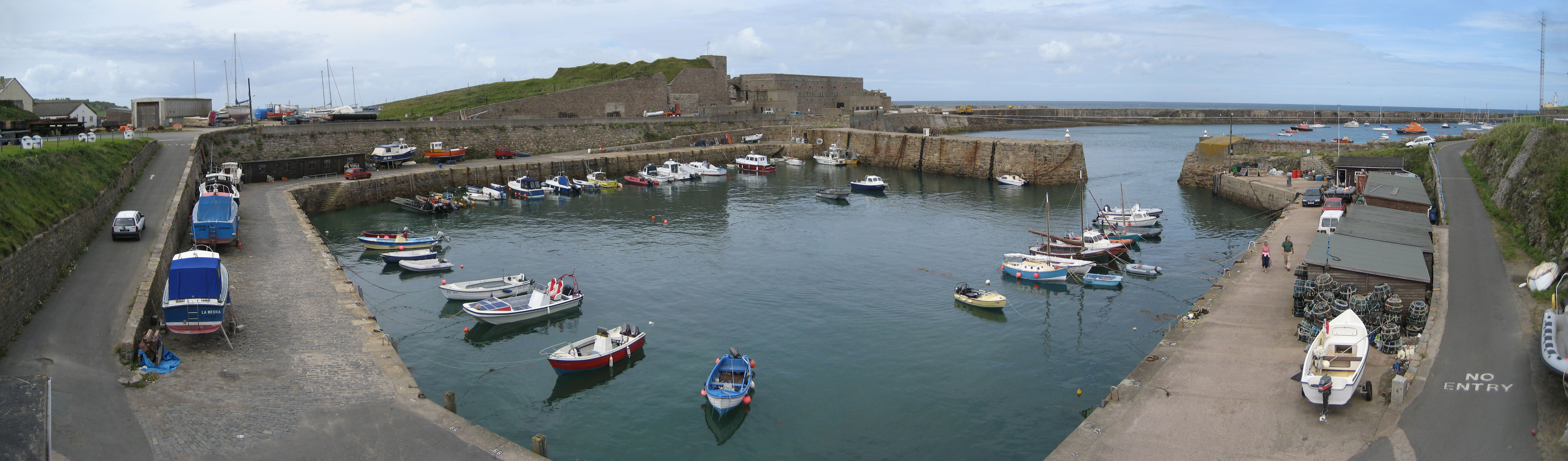
Le port de Braye avec le brise-lames James Walker.

### Personnalités liées à l'île
- John Arlott, journaliste britannique, résident et décédé en 1991 à Aurigny.
- Emiliano Sala, footballeur argentin, décédé en 2019 à Aurigny.